# Ośrodek Zapasowy Artylerii Lekkiej nr 6
Ośrodek Zapasowy Artylerii Lekkiej Nr 6 – oddział artylerii Wojska Polskiego II RP z okresu kampanii wrześniowej.
Ośrodek Zapasowy Artylerii Lekkiej nr 6 nie występował w pokojowej organizacji Wojska Polskiego. Był jednostką formowaną zgodnie z planem mobilizacyjnym „W” we Lwowie, w II rzucie mobilizacji powszechnej. Jednostką mobilizującą był 5 pułk artylerii lekkiej.

## Historia i formowanie
W ramach mobilizacji powszechnej w jej II rzucie z kadry i nadwyżek rezerwistów: 5 pułku artylerii lekkiej, 11 pułku artylerii lekkiej i 12 pułku artylerii lekkiej. Zmobilizowano Ośrodek Zapasowy Artylerii Lekkiej nr 6. Ośrodek ten miał za zadanie przeszkolenie uzupełnień i formowanie baterii marszowych dla jednostek zmobilizowanych przez 5, 11 i 12 pal.
Etat OZAL nr 6 w/g planu mobilizacyjnego przewidywał:
- dowództwa ośrodka zapasowego
- bateria gospodarcza
- 1 bateria armat typu A
- 2 bateria armat typu A
- 1 bateria haubic typu A
- 1 bateria armat typu B
- 2 bateria armat typu B
- 1 bateria haubic typu B
- bateria łączności[1]

Dowódcą ośrodka został płk art. st. sp. Karol Schrötter. Zgodnie z planem ośrodek miał być formowany w oparciu o nadwyżki kadry i rezerwistów pozostałe po zmobilizowaniu pułków artylerii lekkiej stacjonujących na terenie Okręgu Korpusu nr VI. Sprzęt i uzbrojenie dla formowanego ośrodka było z zasobów 5, 11 i 12 pal, a także zdeponowane we Lwowie. Kadrę i rezerwistów ośrodka stanowiły Oddziały Zbierania Nadwyżek 5, 11 i 12 pal. Mobilizację ośrodka rozpoczęto od pierwszych dni września na terenie koszar 5 pal we Lwowie.  

## Działania organizacyjne i bojowe OZAL nr 6
Po wyjeździe pierwszych transportów 5 pal na front, dowództwo OZAL nr 6 objęło koszary i podporządkowało swoim rozkazom baterię marszową 5 pal pod dowództwem ppor. Mieczysława Szymańskiego oraz Oddział Zbierania Nadwyżek 5 pal pod dowództwem ppłk. Juliusza Tomaszewskiego. Z uwagi na zagrożenie Lwowa atakiem niemieckich wojsk w dniach 9-10 września rozkazem dowództwa OK nr VI w trybie pilnym ściągnięto do ośrodka baterie marszowe 5, 11 i 12 pal oraz Oddziały Zbierania Nadwyżek 11 pal pod dowództwem kpt. Jana Kwaśnicy i 12 pal pod dowództwem kpt. Stefana Adamieckiego. Gotowe baterie marszowe 5, 11 i 12 pal natychmiast wysłano na zachodnie, południowe i północne rogatki Lwowa, zajęły stanowiska plutonami lub pojedynczymi działonami w roli artylerii przeciwpancernej i artylerii piechoty. Niezwłocznie rozpoczęto też formowanie bojowych baterii w OZAL nr 6 do obrony Lwowa, przekazując je od 12 września 1939 roku do dyspozycji dowódcy artylerii obrony Lwowa ppłk. st. sp. Maksymiliana Landaua.   
Baterie armat 75 mm marszowe i utworzone z zasobów ośrodka wzięły udział od 11 i 12 września w walkach ze zmotoryzowanymi oddziałami niemieckiej 1 Dywizji Górskiej. W następnych dniach 13-15 września baterie armat brały udział w zaciętych walkach jako artyleria towarzysząca i ppanc. 13 września natarcie oddziałów niemieckiej 1. DG skierowało się ul. Gródecką w głąb miasta i na wzg. 374 „Kortumowa Góra” broniąca ogniem na wprost tego terenu wraz z piechotą bateria marszowa 11 pal poniosła ciężkie straty. Poległ ppor. Panek i w rejonie wzg. 374 utracono dwie armaty z obsługami zdobyte lub zniszczone przez strzelców górskich. Również 13 września poniosła ciężkie straty 2 bateria haubic kpt. Obierskiego: 4 poległych, 4 rannych i 24 konie oraz 2 haubice uszkodzone i pozbawione celowników i kątomierzy (przejściowo znalazły się w rękach niemieckich).   
Sformowane baterie haubic 100 mm z zasobów ośrodka wspierały obrońców Lwowa jako artyleria bezpośredniego wsparcia na trzech zagrożonych odcinkach obrony. W ośrodku gromadzono i naprawiano pozyskany, lub zdobyczny sprzęt artyleryjski i działa, a także ośrodek stanowił stację zborną dla artylerzystów, którzy przedarli się do Lwowa. 21 września na dworcu Lwów-Podzamcze z transportu Centrum Badań Balistycznych w Zielonce uzyskano; sprzęt łączności, 600 sztuk amunicji do haubic 100 mm, 4 armaty kal. 75 mm wz. 1897, 2 haubice kal. 100 mm wz. 14/19, 1 armatę kal. 76,2 mm wz. 1902, oraz ciężkie; 1 armatę kal. 105 mm wz.1913, 1 armatę kal. 105 mm wz. 29, armatę dalekonośna kal. 155 mm, armatę plot. kal. 75 mm wz. 34/36 (niekompletnie wyposażona nadająca się jako ppanc.) i zdekompletowany moździerz kal. 220 mm wz.32. Część sprzętu wykorzystano do uzupełnienia walczących baterii sformowanych w OZAL nr 6 i baterii marszowych. Dodatkowo z zasobów żołnierzy zgromadzonych w ośrodku zapasowym, uzupełniano ubytki osobowe oraz w miarę możliwości w koniach i innym sprzęcie w pododdziałach artylerii załogi Lwowa. Uzupełniano baterie marszowe pułków, baterie bojowe sformowane w OZAL nr 6 oraz 33 pułk artylerii lekkiej, 42 dywizjon artylerii lekkiej, 52 dywizjon artylerii lekkiej i 62 dywizjon artylerii lekkiej.  
Ze składu OZAL nr 6 z kadr i rezerwistów 5, 11 i 12 pal sformowano baterie: 
- bateria marszowa 1/5 pal - ppor. rez. Mieczysław Juliusz Szymański, (od 10 IX 1939) kpt. Jan Pacześniowski (4 armaty 75 mm wz. 1897)[2]walczyła w sektorze południowym[10]
- bateria marszowa 1/11 pal - por. Leon Prejanek (3 armaty 75 mm wz. 1897)[6] walczyła w sektorze zachodnim
- bateria marszowa 1/12 pal - por. rez. Wilhelm Otecki (3 armaty 75 mm wz. 1897) walczyła w sektorze zachodnim i północnym
- 1 bateria armat OZ (bateria 1/40 pal) - kpt. Romuald Stępniewski ( 4 armaty 75 mm wz. 1897) (w dokumentach nazywana 1/5 pal)sektor północny[10]
- 2 bateria armat OZ - kpt. st. sp. dr Jerzy Mehlem (2-3 armaty 75 mm wz.1897) (w dokumentach nazywana 2/5 pal)sektor północny[10]
- 3 bateria armat OZ - por. Edward Korczowski (4 armaty 75 mm wz. 1897) sektor południowy[11]
- 1 bateria haubic OZ - kpt. Stefan Adamiecki (3-5 haubic 100 mm wz. 1914/19) sektor zachodni[11]
- 2 bateria haubic OZ - kpt. Jan Obierski (3 haubice 100 mm wz. 1914/19) sektor północny[11]

Baterie walczyły w ramach załogi Lwowa na wszystkich odcinkach obrony, podlegały dowódcy artylerii obrony Lwowa w okresie od 11 i 12 września do 22 września 1939 roku. Poniosły straty w poległych i rannych, zniszczyły wiele pojazdów i czołgów, a także innego sprzętu niemieckiego. Prowadziły ogień na wprost i pośredni do niemieckich oddziałów na przedpolu Lwowa. Wspierały natarcia oddziałów z odcinka zachodniego i północnego mających na celu odzyskać utracone przedmioty terenowe i umożliwić przebicie się do miasta oddziałów Frontu Południowego gen. broni K. Sosnkowskiego. W okresie od 16 do 22 września 1 i 2 baterią armat i 2 baterii haubic OZAL nr 6 oraz 1 bateria armat 52 dal na odcinku północnym wchodziła w skład kombinowanego dywizjonu artylerii lekkiej kpt. Stefana Płosso. Skapitulowały wraz z garnizonem miasta przed wojskami sowieckimi, większość dostała się do niewoli sowieckiej, część zbiegła lub dostała się do niewoli niemieckiej. Działa, konie i sprzęt zgodnie z warunkami kapitulacji trafiły w ręce sowieckie, część dział obsługi uszkodziły lub zniszczyły.